# 歐力士房產信託投資法人
歐力士房產信託投資法人(ORIX JREIT Inc. 或 オリックス不動産投資法人)，（東證1部：8954）由歐力士資產管理公司旗下信託管理，主要經營日本所有房產產業。包括東京、琦玉縣、茨城縣等地區資產。
而每年財政年度則為3月31日止。
其股份自2002年於東京證券交易所房地產信託基金板上市。